# Équipe de Thaïlande des moins de 20 ans de football
 (mai 2025).
Maillots
L'équipe de Thaïlande de football des moins 20ans (thai : ทีมชาติไทย) est affiliée à la Fédération de Thaïlande de football.

## Histoire
Plusieurs joueurs jouant en Europe sont convoqué pour disputer la Coupe d’Asie U20 2025.

## Palmarès
- Championnat d'Asie (2) 
  - Vainqueur : 1962 et 1969
  - Finaliste : 1961 et 1963 1966 et 1994

## Compétitions internationales
L’équipe de Thaïlande n’a jamais participé a une Coupe du monde de football des moins de 20 ans.